# Shelfordia cinereicauda
Shelfordia cinereicauda är en stekelart som först beskrevs av Josef Fahringer 1942.  Shelfordia cinereicauda ingår i släktet Shelfordia och familjen bracksteklar. Inga underarter finns listade i Catalogue of Life.